# Gabriola regularia
Gabriola regularia är en fjärilsart som beskrevs av Mcdunnough 1945. Gabriola regularia ingår i släktet Gabriola och familjen mätare. Inga underarter finns listade i Catalogue of Life.